# عبد الرحمن الأوزاعي
الإمام الحافظ إمام بيروت وسائر الشَّام والمغرب والأندلُس أبو عمرو عبدُ الرحمٰن بن عمرو بن يُحمد الأوزاعي (88هـ – 157هـ) فقيه ومُحدّث وأحد تابعي التابعين وإمام أهل الشام في زمانه. أُضيف إلى ألقابه في العصر الحديث لقب إمام العيش المُشترك في لُبنان لِما مثَّلته مواقفه في عصره من تسامح مع النصارى واليهود من أهل الشَّام، ولُقِّب بِشفيع النصارى لِموقفه الحازم في مُواجهة والي الشَّام والخليفة العبَّاسي أبي جعفر المنصور، اللذين عزما على إجلاء أهالي جبل لبنان النصارى بعد أن ثارت جماعة منهم وتمرَّدت على العبَّاسيين وشقَّت عصا الطاعة، فرفض الأوزاعي إجلاء هؤلاء كُلِّهم طالما أنَّ فئةً منهم فقط كانت من ثارت، ووقف بوجه الخِلافة بِعناد مُذكرًا أهل السُلطة بالعدل بين الناس وأنَّ خطأ فئة لا يستوجب مُعاقبة الجماعة، فأُبطل هذا القرار، وسلم أهالي جبل لُبنان من تعسُّف السُلطة، وحفظوا لِلأوزاعي جميله.
على الأرجح وُلد الأوزاعي في بعلبك، وعاش فترة من صباه في قرية الكرك البقاعيَّة يتيمًا فقيرًا، ثُمَّ انتقل مع أُمِّه إلى بيروت. وكان قبل ذلك قد عاش مع عائلته في دمشق، وتنقَّل بين حلب وحماة وقنسرين وسواها. أُطلق عليه اسم «الأوزاعي» نسبةً إلى «الأوزاع» وهي قبيلة يمنيَّة حميريَّة من بطن ذي الكلاع من قحطان. نزل أفرادٌ منها في دمشق قرب باب الفراديس، وقد أُطلق على المنطقة التي نزلوا فيها اسم قرية «الأوزاع». لم يذكر المُؤرخون والفُقهاء والعُلماء شيئًا عن والد الإمام الأوزاعي باستثناء ما أشار إليه الإمام نفسه، ولا عن والدته أو أخواله، غير أنَّهم أشاروا إلى أنَّه كان له عمٌّ واحد، والثَّابت أنَّهُ تزوَّج أكثر من مرَّة، ورُزق بِثلاث بنات وصبيٍّ واحد، وكان له حفيدان من بناته بِحسب الظاهر.
عاش الأوزاعي في عهدين سياسيين هامين، فشهد نهاية الدولة الأموية وقيام الدولة العباسية، وعاصر من الخُلفاء: الوليد بن عبد الملك، وسليمان بن عبد الملك، وعمر بن عبد العزيز، ويزيد بن عبد الملك، وهشام بن عبد الملك، والوليد بن يزيد، ويزيد بن الوليد، وإبراهيم بن الوليد، ومروان بن محمد، وأبا العباس السفاح، وأبا جعفر المنصور. وكانت الفترة التي عاشها الإمام الأوزاعي تزخر بِالعلم والعُلماء والفُقهاء والقُرَّاء والمُحدثين، ومن أبرز عُلماء تلك الفترة الأئمَّة: مالك بن أنس، وجعفر الصادق، وسفيان الثوري، والحسن البصري، ومحمد بن سيرين، وأبو حنيفة النعمان، والليث بن سعد، وسواهم. وكان الأوزاعي من المُتفوقين علميًّا وفقهيًّا وجُرأةً على الكثير من عُلماء عصره، وقد أفتى وهو في الثالثة عشرة من عمره في مسائل فقهيَّة، بينما أفتى وهو في السابعة عشرة من عمره في مسائل عقائديَّة. وكان الأوزاعي مؤمنًا أشد الإيمان بالقاعدة الإسلامية «الرحلة في طلب العلم»، لذا تنقل في مُدن الشَّام وفي اليمامة والبصرة والمدينة المنورة وبيت المقدس، وحجَّ أكثر من مرة، لِذلك فقد تعمَّق في العُلوم الدينيَّة والشرعيَّة بِشكلٍ لافتٍ لِلنظر. أمَّا فيما يختص بالقضاء فقد رفض الأوزاعي منصب القضاء في العصرين الأُموي والعبَّاسي، فلمَّا وُلي زمن يزيد بن الوليد جلس مجلسًا واحدًا ثُمَّ استعفى، إيمانًا منه بِأنَّ القضاء مسؤوليَّة إسلاميَّة ضخمة لا يُمكن لِأي إنسان أن يتحمَّل وزر مسؤوليَّتها.
وكان الأوزاعي من كبار الأئمَّة المُدافعين عن الإسلام والسُنَّة النبويَّة، لا سيَّما في فترة تزايد البدع والجدل والانحراف عن القُرآن والسُنَّة، كما كان حريصًا على الجهاد والرباط والدفاع عن المظلومين وعن الحق، وكان استقراره في ثغر بيروت بدافع الرباط ورد الاعتداءات عن ديار الإسلام، وكانت الفترة التي قضاها في بيروت أكثر سني حياته المُنتجة والغزيرة، ففيها طوَّر مذهبه، وانتشر في كافَّة أنحاء الشَّام وانتقل إلى المغرب والأندلُس، لِيكون خامس مذاهب أهل السنة والجماعة، لكن لم يُكتب لمذهبه البقاء، فاندثر بعد أن لم يهتم تلامذته بتدوينه والحفاظ عليه، فحل مكانه المذهب الحنفي والشافعي في الشَّام والمالكي في المغرب والأندلس. توفي الأوزاعي في بيروت سنة 157 هـ، وكانت جنازته كبيرة وقيل أن من شارك فيها من النصارى واليهود كان أكثر ممن شارك من المسلمين، وأنَّ قسمًا من هؤلاء أشهر إسلامه يومها. دُفن الأوزاعي في قرية «حنتوس» جنوب بيروت، وشُيِّد على قبره مقام ومسجد عُرف بِمسجد الإمام الأوزاعي، ومع مُرور السنوات تغيَّر اسم القرية حتَّى أصبحت تُعرف بـ«الأوزاعي»، وشكَّلت جُزءا من بيروت الكُبرى مع مرور الزمن.
تقديرًا لإنجازات الإمام الأوزاعي ورمزيَّته في بيروت، أُنشأت كُليَّة لِلدراسات الإسلاميَّة في المدينة سُميت باسمه: كُليَّة الإمام الأوزاعي لِلدراسات الإسلاميَّة، وأُصدر طابع بريدي تذكاري سنة 2009م عن وزارة الاتصالات في لُبنان بعد موافقة مجلس الوزراء، وتبنَّت بلديَّة بيروت اقتراح المؤرخ الدكتور حسان حلاق بتسمية ساحة سوق الطويلة في وسط بيروت التجاري بساحة الإمام الأوزاعي، وبإعادة ترميم زاويته القائمة في ذات الساحة منذ عصره حتَّى اليوم.

## نشأته

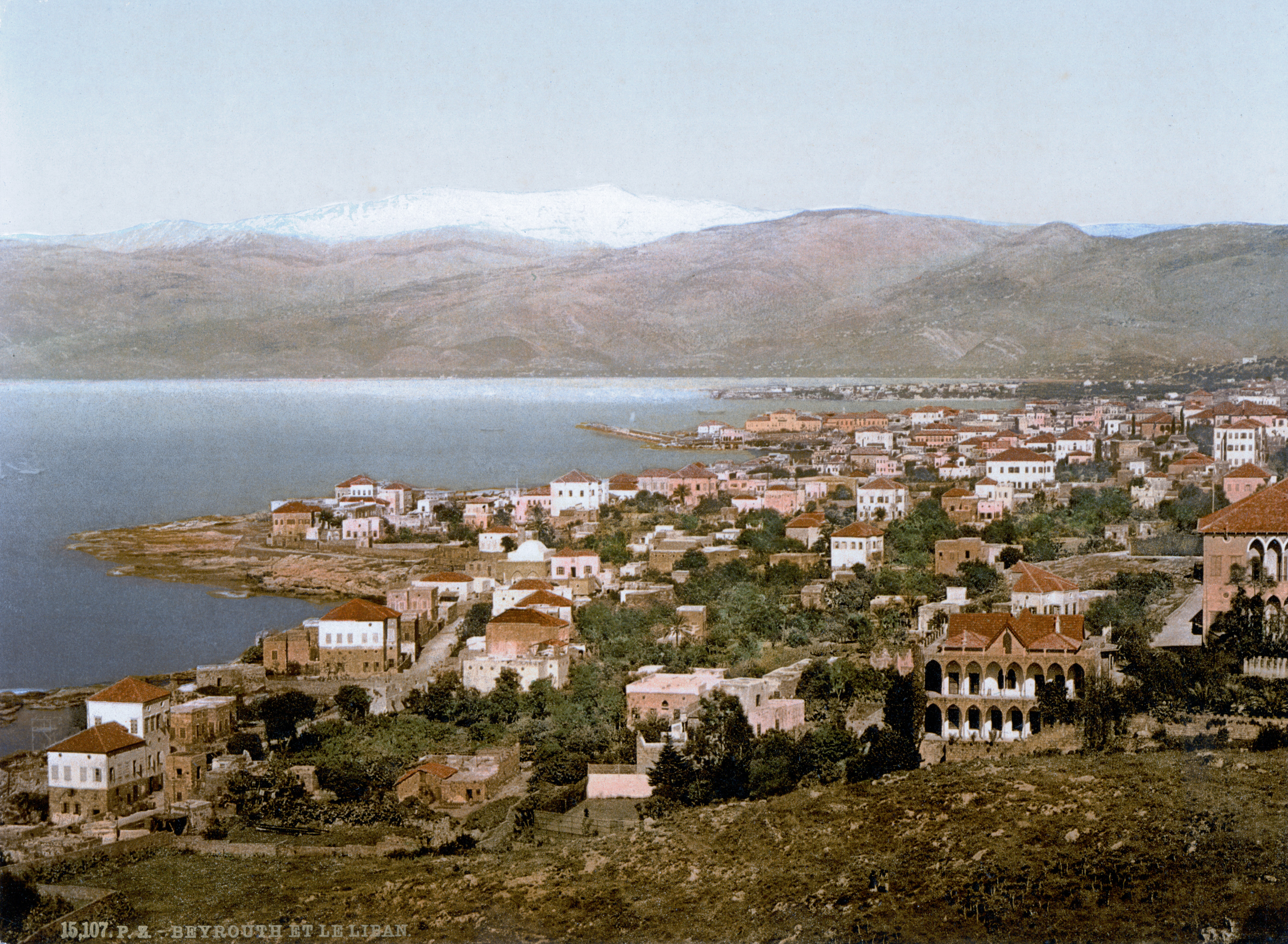
صُورة قديمة لبيروت، المدينة التي استقرَّ بها الأوزاعي وعاش أغلب حياته.

ولد أبو عمرو عبد الرحمن بن عمرو بن يُحمد بن عبد عمرو الأوزاعي سنة 88 هـ. ولكن اختلف المؤرخون لسيرته حول محل مولده، فقيل إن مولده كان ببعلبك، ومنشأه بقرية الكرك بالبقاع، ثم نقلته أمه إلى بيروت. وقيل أن منشأه كان بدمشق حيث سكن خارج باب الفراديس بمحلة الأوزاع، على أية حال، نُسب الأوزاعي إلى محلة الأوزاع وهي من أرباض دمشق، وسميت بذلك نسبة إلى الأوزاع وهم بطن من بطون همدان وهو من أنْفَسِهم، وقيل إنما سميت بالأوزاع لأن سكانها بقايا من قبائل شتى غير أن البخاري قال: «لم يكن من الأوزاع بل نزل فيهم»، وهو ما رجّحه الهيثم بن خارجة بقوله إن الأوزاعي: «ابن عم يحيى بن أبي عمرو السيباني لُحًّا، إنما كان ينزل قرية الأوزاع»، كناية عن انتمائه لقبيلة سيبان الحميرية الحضرمية. ذهب أبو زرعة الدمشقي إلى أبعد من ذلك حين قال إن: «اسم الأوزاعي عبد العزيز بن عمرو بن أبي عمرو، فسمى نفسه عبد الرحمن، وكان أصله من سبي السند، نزل في الأوزاع، فغلب عليه ذلك».
مات أبو الأوزاعي وهو صغير، ثم تحولت به أمه إلى بيروت. ولمّا شبّ خرج الأوزاعي في حملة إلى اليمامة، وبينما هو يُصلّي في مسجدها، إذ رآه يحيى بن أبي كثير وهو يُصلّي، فاستحسن صلاته، فسأله يحيى عن حاله، وتحدّث إليه، فأُعجب الأوزاعي بعلم يحيى، وترك ديوان الجند، ولزم يحيى بن أبي كثير يستقي من علمه، ويكتب عنه، حتى عدّوا الأوزاعي من أروى الناس عن يحيى بن أبي كثير وأكثرهم أخذًا عنه، كما سمع من غيره من مشايخ أهل اليمامة. وبعد فترة نصحه يحيى بالرحيل إلى البصرة، فرحل إليها سنة 110 هـ ليسمع من الحسن البصري ومحمد بن سيرين، فوجد الحسن قد مات، وابن سيرين في مرض موته، ومكث أيامًا ثم مات، ولم يسمع منه. غير أنه سمع من قتادة بن دعامة وغيره من علماء البصرة، ثم جال في البلاد يطلب العلم فسمع من عطاء بن أبي رباح في مكة، ومن محمد الباقر في المدينة المنورة، ومكحول الهذلي وابن شهاب الزهري في الشام وغيرهم الكثير.

## شيوخه وتلاميذه
سمع الأوزاعي في البصرة والكوفة ومكة والمدينة المنورة ودمشق واليمامة من عطاء بن أبي رباح وأبي جعفر محمد الباقر وعمرو بن شعيب ومكحول وقتادة والقاسم بن مخيمرة وربيعة بن يزيد القصير وبلال بن سعد والزهري وعبدة بن أبي لبابة ويحيى بن أبي كثير وأبي كثير السحيمي اليمامي وحسان بن عطية وإسماعيل بن عبيد الله بن أبي المهاجر ومطعم بن المقدام وعمير بن هانئ العنسي ويونس بن ميسرة ومحمد بن إبراهيم التيمي وعبد الله بن عامر اليحصبي وإسحاق بن عبد الله بن أبي طلحة والحارث بن يزيد الحضرمي وحفص بن عنان وسالم بن عبد الله المحاربي وسليمان بن حبيب المحاربي وشداد أبي عمار وعبد الله بن عبيد بن عمير وعبد الرحمن بن القاسم وعبد الواحد بن قيس وأبي النجاشي عطاء بن صهيب وعطاء الخراساني وعكرمة بن خالد وعلقمة بن مرثد وابن المنكدر وميمون بن مهران والوليد بن هشام المعيطي وسليمان بن موسى وهارون بن رئاب والمطعم بن المقدام والعلاء بن الحارث ويزيد بن عبد الرحمن بن أبي مالك الهمداني وعبد الواحد بن عبد الله بن بشر ويحيى بن عبيد الله وعمرو بن مرة وقرة بن عبد الرحمن وعبد الرحمن بن حرملة وعبد الله بن سعد ومعاوية بن سلمة النصري وثابت وعطية ابني معبد  وعثمان بن أبي سودة والمطلب بن عبد الله بن حنطب وأسامة بن زيد الليثي ويزيد الرقاشي وإبراهيم بن مرة وأيوب بن موسى وأبي معاذ صاحب أبي هريرة وموسى بن يسار وسليمان الأعمش ويحيى بن سعيد الأنصاري وغيرهم الكثير من التابعين.
وروى عنه أنس بن عياض وابن شهاب الزهري ويحيى بن أبي كثير (وهما من شيوخه) وشعبة والثوري ويونس بن يزيد وعبد الله بن العلاء بن زبر ومالك وسعيد بن عبد العزيز التنوخي وابن المبارك وأبو إسحاق الفزاري وإسماعيل بن عياش ويحيى بن حمزة القاضي وبقية بن الوليد والوليد بن مسلم والمعافى بن عمران ومحمد بن شعيب وشعيب بن إسحاق ويحيى القطان وعيسى بن يونس والهقل بن زياد ومحمد بن يوسف الفريابي وأبو المغيرة الحمصي وأبو عاصم النبيل ومحمد بن كثير المصيصي وعمرو بن عبد الواحد ويحيى البابلتي والوليد بن مزيد العذري وسفيان بن حبيب وسويد بن عبد العزيز ويزيد بن السمط وسلمة بن العيار وإسماعيل بن عبد الله بن سماعة ومحمد بن يوسف وأبو خليد عتبة بن حماد وسهل بن هاشم البيروتي والوليد بن سلمة الأردني ومعاوية بن يحيى أبو عثمان وعبيد الله بن موسى وعقبة بن علقمة ونصر بن الحجاج وعباد بن جويرية ومسلمة بن علي وأبو المنهال حبيش بن عمر الدمشقي طباخ المهدي وعباد بن عباد الخواص وعبيد بن حبان الجبيلي وعبد الله بن عبد الملك الشامي وموسى بن أعين والحارث بن عطية المصيصي وعبد العزيز بن الوليد بن سليمان بن أبي السائب وعمرو بن أبي سلمة وبشر بن بكر وعبد الحميد بن حبيب بن أبي العشرين والمزاحم بن العوام بن مزاحم وصدقة بن عبد الله ويحيى بن عبد الله بن الضحاك ورواد بن الجراح ومحمد بن القاسم الأسدي وأيوب بن سويد ومحمد بن عيسى بن القاسم بن سميع وعمارة بن بشر وعلي بن ربيعة البيروتي وعمرو بن هاشم ومبشر بن إسماعيل الحلبي وإسحاق بن أبي يحيى الكعبي وسلمة بن كلثوم وعثمان بن حصن بن عبيدة بن علاق.

## وفاته وإرثه

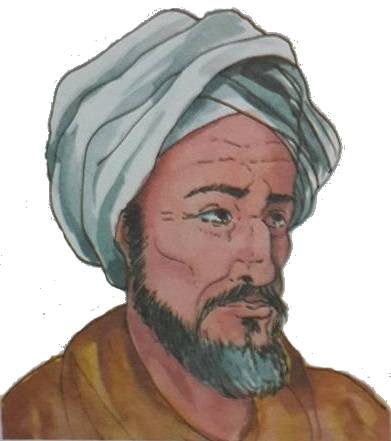
رسمٌ تخيُّليّ لما كانت عليه هيئة الإمام الأوزاعي بحسب ما تصوَّره أحد الرسَّامين.

في يوم الأحد 28 صفر سنة 157 هـ، دخل الأوزاعي حمام بيته وهو شيخ كبير شارف على السبعين، وأدخلت معه امرأته كانونًا فيه فحم وأغلقت عليه امرأته باب الحمام غير متعمدة، لئلا يصيبه البرد، ولم يقوَ على فتح الباب، فاستسلم لأمره وتوجّه إلى القبلة، ومات مختنقًا. توفي الأوزاعي ولم يترك إلا سبعة دنانير، وما كان له أرض ولا دار. وقال الحسن بن جرير بن عبد الرحمن الصوري أنه أخبره من حضر جنازة الأوزاعي أنه شيعها أهل أربعة أديان المسلمون واليهود والنصارى والقبط. ويُروى أن رجلاً قال لسفيان الثوري رأيت كأن ريحانة من الشام رفعت فقال سفيان الثوري إن صدقت رؤياك، فقد مات الأوزاعي، فعرف ذلك اليوم فوجدوا موت الأوزاعي فيه.
ويُذكر أن الأوزاعي تزوج وأنجب، ولكن المعلومات عن زوجاته وأولاده شحيحة. فلم يذكر ابن عساكر عن زوجته سوى أن اسمها «جويرية»، ويبدو أنه تزوجها ثيّبًا حيث ورد في ترجمة أبي سعيد يحيى بن عبد الله البابلتي في سير أعلام النبلاء أن الأوزاعي كان زوجًا لأمه. كذلك ورد أن للأوزاعي ابنًا اسمه «محمد» وصفه ابن عقبة أنه «من أعبد خلق الله» كما أن له ابنة اسمها «رواحة» كانت تروي الحديث عن أبيها.

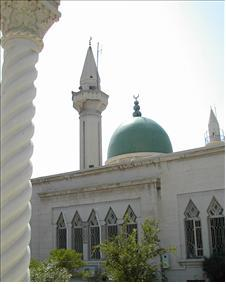
مسجد الإمام الأوزاعي، جنوب بيروت، حيث يقع ضريح الإمام عبد الرحمن الأوزاعي.

أما عن صفته، فقد وصفه محمد بن عبد الرحمن السُلمي أحد معاصريه بأنه كان فوق الربعة، خفيف اللحم، به سمرة، يخضب بالحنا. وقد رُوي أن الأوزاعي كان يُحيي الليل صلاة وقرآنًا وبكاء، ويجتهد في العبادة حتى أنه كان لا يُكلّم أحدًا بعد صلاة الفجر حتى يذكر الله، فإن كلمه أحد أجابه.
وقد رثاه بعضهم قائلاً:
أما عن موروث الأوزاعي من المؤلفات والتصانيف، فهي ليست بالكثير. ربما لضياع جانب كبير من كتبه التي احترقت زمن الرجفة، وهي زلزلة عظيمة أصابت الشام سنة 130 هـ، وهلك فيه خلق كثير، وعزوف الأوزاعي نفسه عن إعادة كتابتها، رغم أنه أول من دوّن العلم بالشام. غير أن كتب التراجم والسير حفظت بعض المعلومات عن بعض كتبه مثل «مسند الإمام الأوزاعي» الذي ذكره حاجي خليفة في كشف الظنون عن أسامي الكتب والفنون، و«سير الإمام الأوزاعي» وهو مطبوع ضمن كتاب الأم للشافعي. وقال عنه الذهبي أن به نحو الألف حديث، إضافة إلى الألوف من الأحاديث المرسلة والموقوفة، وذكر له ابن النديم في الفهرست كتابي «السنن في الفقه» و«المسائل في الفقه»، إضافة إلى كتاب «سير الأوزاعي» الذي احتوى على بعض المسائل الفقهية، ولم يبقَ منه نسخ الآن، والذي تكفّل أبو يوسف القاضي بالرد على بعض تلك المسائل في كتابه «الرد على سير الأوزاعي». وقد اهتم غير واحد بالترجمة للأوزاعي، لعل أشهرها قديمًا ترجمة أبي العباس أحمد بن محمد بن أحمد بن زيد الحنبلي له في كتابه «محاسن المساعي في مناقب الإمام أبي عمرو الأوزاعي»، إضافة إلى عدد من المعاصرين مثل «الإمام الأوزاعي شيخ الإسلام وعالم أهل الشام» لعبد الستار الشيخ و«الإمام الأوزاعي فقيه أهل الشام» لعبد العزيز سيد الأهل.
وبعيدًا عن موروثه من التصانيف والكتب، فقد كثُر كلام الأوزاعي ومواعظه ورسائله التي تناقلتها ألسنة الوُعّاظ والعلماء، فقد روى الوليد بن مزيد أنه سمع الأوزاعي يقول: «إذا أراد الله بقوم شرًا فتح عليهم الجدل، ومنعهم العمل»، ورُوي أن الأوزاعي قال: «لا ينبغي للإمام أن يخص نفسه بشيء من الدعاء، فإن فعل فقد خانهم»، وقال: «نتجنب من قول أهل العراق خمسًا، ومن قول أهل الحجاز خمسًا. من قول أهل العراق شرب المسكر، والأكل عند الفجر في رمضان، ولا جمعة إلا في سبعة أمصار، وتأخير العصر حتى يكون ظل كل شيء أربعة أمثاله، والفرار يوم الزحف. ومن قول أهل الحجاز استماع الملاهي، والجمع بين الصلاتين من غير عذر، والمتعة بالنساء، والدرهم بالدرهمين، والدينار بالدينارين يدًا بيد، وإتيان النساء في أدبارهن»، وقوله: «كان يقال: خمس كان عليها أصحاب محمد ﷺ والتابعون بإحسان: لزوم الجماعة، واتباع السنة، وعمارة المسجد، وتلاوة القرآن، والجهاد في سبيل الله.»

## منزلته العلمية
كانت منزلة الأوزاعي عند معاصريه عالية خاصة في الشام التي كان أمره فيهم أعز من أمر السلطان. كذلك أثنى الكثير من علماء وفقهاء المسلمين على شخص الأوزاعي، فقال ابن سعد: «كان ثقة، خيّرًا، فاضلاً، مأمونًا كثير العلم والحديث والفقه، حُجّة»، وقال عبد الرحمن بن مهدي: «إنما الناس في زمانهم أربعة حماد بن زيد بالبصرة، والثوري بالكوفة، ومالك بالحجاز، والأوزاعي بالشام»، وقال الشافعي: «ما رأيت رجلاً أشبه فقهه بحديثه من الأوزاعي»، وقال الوليد بن مسلم: «ما رأيت أكثر اجتهادًا في العبادة من الأوزاعي»، وقال أبو إسحاق الفزاري: «ذاك رجل كان شأنه عجبًا، كان يسأل عن الشيء عندنا فيه الأثر، فيرد - والله - الجواب، كما هو في الأثر، لا يقدم منه ولا يؤخر»، وقال أيضًا: «ما رأيت احدا كان أشد تواضعًا من الأوزاعي ولا أرحم بالناس منه وان كان الرجل ليناديه فيقول لبيك» وقال أيضًا: «ما رأيت مثل رجلين الأوزاعي والثوري. فأما الأوزاعي فكان رجل عامة، وأما الثوري فكان رجل خاصة نفسه. ولو خيرت لهذه الأمة لاخترت لها الأوزاعي»، وقال سفيان بن عيينة: «كان الأوزاعي إمام» (يعني إمام زمانه)، وقال ابن حبان عنه: «أحد أئمة الدنيا فقهًا وعلمًا وورعًا وحفظًا وفضلاً وعبادة وضبطًا مع زهادة»، وقال عيسى بن يونس: «كان الأوزاعي حافظًا»، وقال مالك بن أنس: «الأوزاعي إمام يقتدى به»، وقال صدقة بن عبد الله: «ما رأيت أحدًا أحلم ولا أكمل ولا أجمل فيما حمل من الأوزاعي» وقال موسى بن يسار: «ما رأيت أحدًا أنظر، ولا أنقى للغل عن الإسلام من الأوزاعي» وقال أبو حفص الفلاس: «الأئمة خمسة الأوزاعي بالشام والثوري بالكوفة ومالك بالحرمين وشعبة وحماد بن زيد بالبصرة» وقال يحيى بن معين: «العلماء أربعة، الثوري وأبو حنيفة ومالك والأوزاعي» وقال بقية بن الوليد: «أنا الممتحن الناس بلأوزاعي، فمن ذكره بخير عرفنا أنه صاحب سُنَّة، ومن طعن عليه عرفنا أنه صاحب بدعة»، وقال إسحاق بن راهويه: «إذا اجتمع الثوري والأوزاعي ومالك على أمر فهو سنة»، فسر الذهبي قوله بأنه يقصد بذلك أن اجتماعهم على رأي في مسألة فهو الحق غالبًا.
كما دلّت بعض الروايات على علوّ منزلة الأوزاعي عند علماء عصره، فقد روى أحمد بن حنبل أنه: «دخل سفيان الثوري والأوزاعي على مالك، فلما خرجا قال مالك: أحدهما أكثر علمًا من صاحبه، ولا يصلح للإمامة، والآخر يصلح للإمامة»، علّق عليها الذهبي بقوله: «يعني الأوزاعي للإمامة»، وأردف ابن حنبل قائلاً: «لم يكن لمالك في سفيان رأي». كما قال عبد الله بن المبارك: «لو قيل لي: اختر لهذه الأمة، لاخترت سفيان الثوري والأوزاعي، ولو قيل لي: اختر أحدهما، لاخترت الأوزاعي؛ لأنه أرفق الرجلين». ورُوي أنه بلغ سفيان الثوري وهو بمكة مقدم الأوزاعي، فخرج حتى لقيه بذي طوى، وقال الختلي: «رأيت شيخًا راكبًا على جمل، وآخر يقوده، وآخر يسوقه، وهما يقولان أوسعوا للشيخ. فقلت: من الراكب؟، قيل: الأوزاعي. قلت: من القائد؟، قيل: سفيان الثوري، قلت: فمن السائق؟ قيل: مالك». كما عدّ شيخ الجرح والتعديل ابن أبي حاتم الأوزاعي من العلماء النُقّاد الذين نقدوا رواة الحديث، وأسسوا لعلم الرجال.
إلا أن كتب التراجم لم تخل من بعض الانتقادات لشخص الأوزاعي، فهذا إبراهيم الحربي يسأل أحمد بن حنبل قائلاً: «ما تقول في مالك؟» قال: «حديث صحيح، ورأي ضعيف»، قال: «فالأوزاعي؟»، قال: «حديث ضعيف، ورأي ضعيف»، قال: «فالشافعي؟»، قال: «حديث صحيح، ورأي صحيح»، قال: «ففلان؟» قال: «لا رأي، ولا حديث». فسّره البيهقي بقوله: «قوله في الأوزاعي حديث ضعيف، يريد به بعض ما يحتج به، لا أنه ضعيف في الرواية. والأوزاعي ثقة في نفسه، لكنه قد يحتج في بعض مسائله بحديث من عساه لم يقف على حاله، ثم يحتج بالمراسيل والمقاطيع، وذلك بيّن في كتبه».

## مذهبه

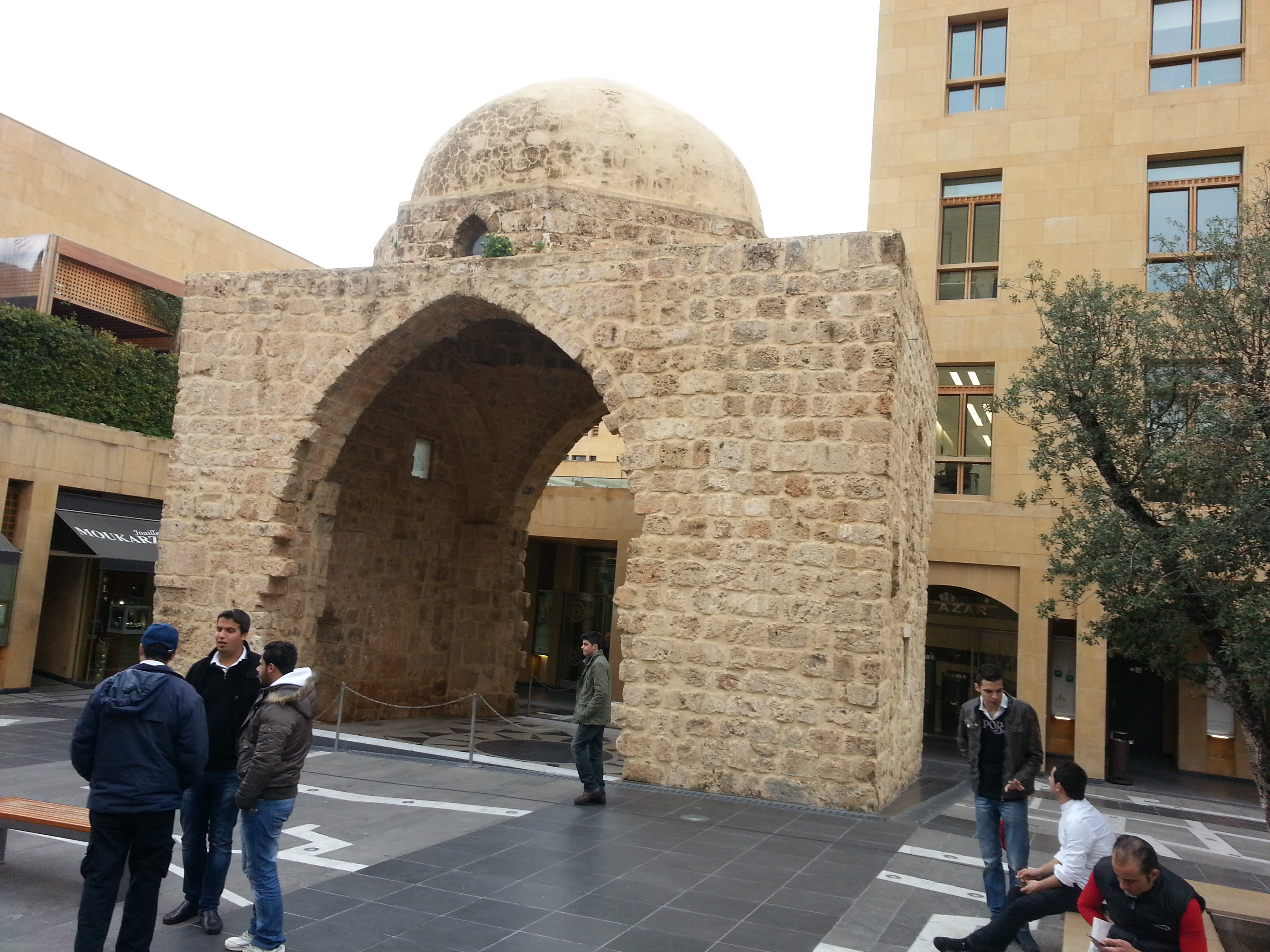
زاوية الإمام الأوزاعي في وسط بيروت التجاري (بيروت القديمة). تعرَّضت هذه الزاوية لِلضرر خلال الحرب الأهلية اللبنانية ثم أعيد تأهيلها على يد شركة سوليدير.

نبغ الأوزاعي في تحصيل العلوم، حتى إنه جلس للفتيا سنة 113 هـ، وهو يومئذ ابن خمس وعشرين سنة. ومنذئذ اجتمع حوله طلاب العلم وأفتى فيما ورد لديه من مسائل حتى أن الهقل بن زياد قال: «أفتى الأوزاعي في سبعين ألف مسألة، وسُئل يومًا عن مسألة، فقال: ليس عندي فيه خبر»، يعني بذلك أن فتواه الأخرى بناها على أخبار عنده. تشكّل بذلك مذهب الأوزاعي الفقهي المستقل الذي عمل به فقهاء الشام والمغرب والأندلس إلى أن أدخل القاضي أبو زرعة محمد بن عثمان الثقفي الدمشقي مذهب الشافعي إلى دمشق، وكان يهب لمن يحفظ «مختصر المزني» مائة دينار، فبدأ في الانحسار، إلا أنه بقي شائعًا في الشام حتى المائة الرابعة من الهجرة. أما الأندلس، فقد دخلها مذهب الأوزاعي على يد صعصعة بن سلام الدمشقي، وظلّ أهل الأندلس على مذهبه إلى أن أدخل زياد بن عبد الرحمن اللخمي مذهب مالك إلى الأندلس، فساد فيها حتى اندثر مذهب الأوزاعي تمامًا من الأندلس في زمن الحكم الربضي. ورغم اندثار مذهب الأوزاعي إلا أنه لا تزال له بعض المسائل الفقهية في أمهات الكتب.
أما عن منهجه في مذهبه، فهو يتضح مما رواه الأوزاعي عن مكحول الشامي في قوله: «القرآن أحوج إلى السُنّة من السُنّة إلى القرآن». حيث استنبط الأوزاعي من هذا القول أهمية دور السُنّة في تفسير نصوص القرآن، وتفصيل مُجمله، وتخصيص عام القرآن بما ثبت لديه من الحديث مثل إفتاءه بحرمان الولد القاتل من الميراث عملاً بحديث: «لا يرث القاتل شيئًا».
لجأ الأوزاعي في بعض المسائل الفقهية التي تعارضت فيها الآثار الواردة في المسألة الواحدة إلى ترجيح الرأي كمسألة رفع اليدين عند الركوع وعند الرفع منه التي تناظر فيها الأوزاعي وسفيان الثوري في مكة حيث رأى الأوزاعي ترجيح حديث الزُهري عن سالم عن أبيه قوله: «رأيت النبي ﷺ يرفع يديه إذا افتتح الصلاة، وإذا ركع، وبعدما يرفع، ولا يرفع يديه بين السجدتين» فيما احتج الثوري بحديث يزيد بن أبي زياد الهاشمي عن ابن أبي ليلى عن البراء بن عازب قوله: «أن رسول الله ﷺ كان إذا افتتح الصلاة رفع يديه إلى قريب من أذنيه، ثم لا يعود». فغضب الأوزاعي وقال للثوري: «أتعارض حديث الزُهري بحديث يزيد بن أبي زياد، وهو رجل ضعيف؟» فاحمرّ وجه الثوري وقال للأوزاعي: «لعلك كرهت ما قلت؟»، قال الأوزاعي: «نعم»، ثم قال الأوزاعي: «قم بنا حتى نتلاعن عند الركن أينا على الحق»، فسكت الثوري.
كما كان الأوزاعي يرى في فقهه بإجماع الصحابة كرأيه بأنه لا يجوز شراء شيء من الأرض الموقوفة على المسلمين بعد فتحها، فقال الأوزاعي: «أجمع رأي عمر وأصحاب النبي ﷺ لما ظهروا على الشام على إقرار أهل القرى في قراهم على ما كان بأيديهم من أرضهم يعمرونها، ويؤدون خراجها إلى المسلمين. ويرون أنه لا يصلح لأحد من المسلمين شراء ما في أيديهم من الأرض طوعًا ولا كرهًا، وكرهوا ذلك مما كان من اتفاق عمر وأصحابه في الأرضين المحبوسة على آخر هذه الأمة من المسلمين لا تباع ولا تورث، قوة على جهاد من لم تظهر عليه بعد من المشركين». كما رأى الأوزاعي بوجوب العدة على المرأة إذا خلا بها الرجل بعد العقد عليها وإن لم يُصبها، ثم طلقها، محتجًا بقضاء الخلفاء الراشدين وزيد وابن عمر: «أن العدة تجب على كل من خلا بها زوجها، وإن لم يمسها» وهو ما لم يره الشافعي لقوله تعالى: ﴿يَا أَيُّهَا الَّذِينَ آمَنُوا إِذَا نَكَحْتُمُ الْمُؤْمِنَاتِ ثُمَّ طَلَّقْتُمُوهُنَّ مِنْ قَبْلِ أَنْ تَمَسُّوهُنَّ فَمَا لَكُمْ عَلَيْهِنَّ مِنْ عِدَّةٍ تَعْتَدُّونَهَا فَمَتِّعُوهُنَّ وَسَرِّحُوهُنَّ سَرَاحًا جَمِيلًا ۝٤٩﴾ [الأحزاب:49].
عمل الأوزاعي أيضًا في مصادر تشريعه بما يصح لديه من أقوال الصحابة ما لم يجد في قول الصحابي ما يخالفه من قول صحابي آخر، وإن تعددت أقوالهم في المسألة الواحدة تخيّر بما لا يخرج عنها في مجموعها. كما اجتهد الأوزاعي أيضًا في بعض المسائل كفتواه بأن أقل إقامة لاحتساب الصلاة صلاة سفر إثنى عشر يومًا، وهو ما علق عليه ابن المرتضي في كتابه «البحر الزخار الجامع لمذاهب علماء الأمصار» بقوله: «ولا يعرف له مستند شرعي، وإنما هو اجتهاده من نفسه». وفي قول الأوزاعي: «لا بأس بإصلاح اللحن والخطأ في الحديث»، وهو ما أكّده بقوله: «أعربوا الحديث، فإن القوم كانوا عربًا». كذلك أخذ الأوزاعي بالقياس في بعض المسائل كقوله بأن الصائم لو أفطر بالأكل والشرب، فقد وجب عليه ما يجب على المفطر بالجماع من القضاء والكفارة. وعمل أيضًا بسد الذرائع مثل إفتاءه بأن زكاة الغنم لا تسقط إن باعها صاحبها قبل أن يحول عليها الحول فرارًا من الزكاة، خوفًا من أن يتعمد الأثرياء اللجوء إلى ذلك لإسقاط زكاتهم.

## الأوزاعي والحكام
كان الأوزاعي على علاقة طيبة بمعاصريه من الأمويين حتى إن الخليفة الأموي يزيد بن الوليد استقضاه، فجلس الأوزاعي مجلسًا واحدًا، ثم استعفى، فأُعفي. غير أنه بتولّي العباسيين الأمر، أفحشوا في قتل وتتبُّع الأمويين، واضطهاد من كانت لهم الحظوة عند الأمويين. ثم إن عبد الله بن علي لما دخل دمشق سنة 134 هـ، أرسل في طلب الأوزاعي، فتباطأ عليه ثلاثة أيام، ثم دخل عليه. ولما دخل الأوزاعي على عبد الله وجده على سريره وفي يده خيزرانة، وجنده المتشحين بالسواد يحيطونه، وسيوفهم مصلّتة. فسلم عليه الأوزاعي فلم يرد، ثم بادره عبد الله بالسؤال قائلاً: «يا أوزاعي، ما ترى فيما صنعنا من إزالة أيدي أولئك الظلمة أرباط هو؟»، فردّ الأوزاعي بحديث النبي محمد: «إنما الأعمال بالنيات، وإنما لكل امرئ ما نوى، فمن كانت هجرته إلى الله ورسوله، فهجرته إلى الله ورسوله، ومن كانت هجرته لدنيا يصيبها أو امرأة يتزوجها، فهجرته إلى ما هاجر إليه»، فقال عبد الله: «يا أوزاعي، ما تقول في دماء بني أمية؟»، فرد بحديث النبي محمد: «لا يحل دم امرئ مسلم إلا بإحدى ثلاث؛ النفس بالنفس، والثيب الزاني، والتارك لدينه المفارق للجماعة»، فقال عبد الله: «ما تقول في أموالهم؟» فقال الأوزاعي: «إن كانت في أيديهم حرامًا فهي حرام عليك أيضًا، وإن كانت لهم حلالاً فلا تحل لك إلا بطريق شرعي»،
فقال: «أليس الخلافة وصية لنا من رسول الله ﷺ قاتل عليها علي بصفين؟»، قال: «لو كانت وصية من رسول الله ﷺ ما حكم علي الحكمين»، فنكس عبد الله رأسه، وعرض على الأوزاعي القضاء، فاعتذر.
لم يتردد الأوزاعي في مراجعة الحكام بالنصح والإرشاد متى ما رأى منهم حيدًا عن الصواب، فقد ذكر أبو عبيد القاسم بن سلام في كتابه «الأموال» أن جماعة من أهل الذمة في جبل لبنان نكثوا عهدهم وتمردوا، فأخذهم الوالي العباسي صالح بن علي بالشدة، فحاربهم وأجلاهم، لم يرضَ الأوزاعي بما حلّ بهم، وكتب إلى الوالي رسالة طويلة يقول فيها: «قد كان من إجلاء أهل الذمة من أهل جبل لبنان، مما لم يكن تمالأ عليه خروج من خرج منهم، ولم تطبق عليه جماعتهم، فقتل منهم طائفة، ورجع بقيتهم إلى قراهم، فكيف تؤخذ عامة بعمل خاصة؟ فيخرجون من ديارهم وأموالهم؟ وقد بلغنا أن من حكم الله  أنه لا يأخذ العامة بعمل الخاصة، ولكن يأخذ الخاصة بعمل العامة، ثم يبعثهم على أعمالهم، فأحق ما اقتدي به ووقف عليه حكم الله ، وأحق الوصايا بأن تحفظ وصية رسول الله ﷺ وقوله: «من ظلم معاهدًا، أو كلفه فوق طاقته، فأنا حجيجه»، ومن كانت له حرمة في دمه فله في ماله والعدل عليه مثلها، فإنهم ليسوا بعبيد فتكونوا من تحويلهم من بلد إلى بلد في سعة، ولكنهم أحرار أهل ذمة، يرجم محصنهم على الفاحشة، ويحاص نساؤهم نساءنا من تزوجهن منا القسم والطلاق، والعدة سواء». ويُروى أن نصرانيًا أهدى إليه يومًا جرة عسل، فقال له: «يا أبا عمرو تكتب لي إلى والي بعلبك؟»، فقال الأوزاعي: «إن شئت رددت الجرة وكتبت لك، وإلا قبلت الجرة ولم أكتب لك»، قال: «فرُدّ الجرة»، وكتب له الأوزاعي، فوضع الوالي عنه ثلاثين دينارًا.
وحدث في أيام المنصور أن كان قيصر الروم إن وقع في يده أسرى من المسلمين يطلب الفداء، إلا أن أبا جعفر المنصور كان يأبى الفداء. فشقّ ذلك على الأوزاعي، وكتب كتابًا بليغًا لأبي جعفر في ذلك يذكّره فيه بالله، فرَقَّ المنصور، وأمر بالفداء. حظي الأوزاعي لدى المنصور بمنزلة خاصة، فكان المنصور يُعظّمه ويصغي إلى وعظه ويُجلّه. كانت صنعة الأوزاعي الكتابة والترسُّل، وقد حظيت رسائله بإعجاب معاصريه لفصاحتها وبلاغتها، ويذكر أن المنصور كان يحتفظ برسائل الأوزاعي التي ترد عليه، فكانت تنسخ في دفاتر، وتوضع بين يدي المنصور، فيتعجب منها، ويُكثر النظر فيها استحسانًا لألفاظها.

## وصلات خارجية
- صيدا سيتي: مسجد ومقام الإمام الأوزاعي: مكان مميز للخشوع والتقرب من الله.
- قدموس: آثار شموع الراهبات في مقام الأوزاعي.
- محاضرة للدكتور محمد راتب النابلسي: كيف نحيي فقه الإمام الأوزاعي؟
- مركز التأصيل للدراسات: المذهب الأوزاعي خامس الفقهاء لو قُدّر.